# 시스터스 브라더스
《시스터스 브라더스》(영어: The Sisters Brothers)는 2018년 개봉한 프랑스와 미국의 서부 영화이다. 자크 오디아르가 감독과 공동 각본을 맡았으며, 패트릭 디윗의 동명 소설이 원작이다.
2018년 제75회 베네치아 국제 영화제 경쟁 부문 진출작이며, 2019년 제44회 세자르상 감독상과 제24회 뤼미에르상 작품상·감독상을 수상했다.

## 출연
- 존 C. 라일리
- 호아킨 피닉스
- 제이크 질런홀
- 리즈 아메드
- 앨리슨 톨먼
- 륏허르 하우어르
- 캐럴 케인
- 이언 레딩턴
- 리처드 브레이크
- 크리드 브래턴
- 요한네스 회이퀴르 요한네손

## 기타 제작진
- 배역: 마틸드 스노드그라스
- 미술: 미셸 바르텔레미
- 의상: 밀레나 카노네로
- 음향: 발레리 들로프